# Посольство України у Великій Британії
Посольство України у Сполученому Королівстві Великої Британії та Північної Ірландії — дипломатична місія України у Великій Британії, знаходиться в Лондоні.

## Завдання посольства
Основне завдання Посольства України в Лондоні представляти інтереси України, сприяти розвиткові політичних, економічних, культурних, наукових та інших зв'язків, а також захищати права та інтереси громадян і юридичних осіб України, які перебувають на території Великої Британії та Північної Ірландії.
Посольство сприяє розвиткові партнерських відносин між Україною і Великою Британією на всіх рівнях, з метою забезпечення гармонійного розвитку взаємних відносин, а також співробітництва з питань, що становлять взаємний інтерес. Посольство виконує також консульські функції.

## Історія дипломатичних відносин

Група співробітників посольства УНР у Лондоні (Велика Британія): зліва направо сидять. 1 — С. Шафаренко, 3 — М. Меленевський, 4 — М. Стаховський, 5 — Я. Олесницький

У 1919—1921 роках в Лондоні діяла дипломатична місія УНР — дипломатичне представництво уряду Української Народної Республіки. До складу місії, від 28 січня 1919 року увійшли Стаховський Микола Ананійович (голова місії), Меленевський Маркіян Мар'янович та Олесницький Ярослав Іванович (радники), Л. Базилевич і Ісидор Шафаренко (аташе), та шість службовців. У травні 1919 року дипломатична місія прибула до Лондона.
З травня 1919 року українська дипломатична місія розміщувалася за адресою: 38 Kensington Mansions, Trebovir Road, London SW5, а з жовтня 1919 року — 75 Cornwall Gardens, London SW7.
Місія не мала офіційного визнання уряду Великої Британії. Її основним завданням було сприяння визнанню УНР Великою Британією. Місія також поширювала інформацію про Україну. Із липня 1919 по лютий 1920 рр. виходив бюлетень місії — щотижневик «Юкрейн».
У вересні 1919 року Стаховський Микола Ананійович через стан здоров'я подав у відставку, і тимчасовим повіреним у справах був назначений Олесницький Ярослав Іванович. У січні 1920 року до Лондона прибув новий голова місії Марґолін Арнольд Давидович. У серпні 1920 року Марґолін Арнольд Давидович пішов у відставку і новим головою місії став Ярослав Олесницький. Співробітниками місії на той час були Марко Вішніцер, Антін Хлопецький, Ірина Добродієва, Микола Горбенко та четверо службовців: Володимир Залозецький (представник ЗУНР), Омелян Козій, Л. Базилевич, Д. Годило-Годлевський, пресбюро місії очолив відомий український журналіст Віктор Піснячевський.
У 1923—1924 рр. діяльність місії продовжував Роман Смаль-Стоцький, який був представником екзильного уряду УНР.
Велика Британія першою з країн ЄС визнала незалежність України 31 грудня 1991 року. Офіційно дипломатичні відносини були встановлені 10 січня 1992 року.. Посольство України у Великій Британії було відкрито у жовтні 1992 року. Першим послом України у Великій Британії став Комісаренко Сергій Васильович.

## Керівники дипломатичної місії
| N  | Країна  | Посол                | Англійською         | Зображення | Інформація                             |
| -- | ------- | -------------------- | ------------------- | ---------- | -------------------------------------- |
| 1  | УНР     | Микола Стаховський   | Mykola Stakhovsky   |            | (1919) Голова дипломатичної місії      |
| 2  | УНР     | Арнольд Марґолін     | Arnold Margolin     |            | (1919—1921) Голова дипломатичної місії |
| 3  | УНР     | Ярослав Олесницький  | Jaroslav Olesnitsky |            | (1921—1923) Голова дипломатичної місії |
| 4  | УНР     | Роман Смаль-Стоцький | Roman Smal-Stocki   |            | (1923—1924) Голова дипломатичної місії |
| 5  | Україна | Сергій Комісаренко   | Serhiy Komisarenko  |            | (1992—1997) Посол                      |
| 6  | Україна | Володимир Василенко  | Volodymyr Vasylenko |            | (1997—2002) Посол                      |
| 7  | Україна | Ігор Мітюков         | Ihor Mityukov       |            | (2002—2005) Посол                      |
| 8  | Україна | Ігор Харченко        | Ihor Kharchenko     |            | (2005—2010) Посол                      |
| 9  | Україна | Володимир Хандогій   | Volodymyr Khandohiy |            | (2010—2014) Посол                      |
| 10 | Україна | Андрій Кузьменко     | Andriy Kuzmenko     |            | (2014) Тимчасовий повірений            |
| 11 | Україна | Ігор Кизим           | Ihor Kyzym          |            | (2014—2015) Тимчасовий повірений       |
| 12 | Україна | Наталія Галібаренко  | Natalia Galibarenko |            | (2015—2020). Посолка                   |
| 13 | Україна | Вадим Пристайко      | Vadym Prystaiko     |            | (2020—2023). Посол                     |
| 14 | Україна | Валерій Залужний     | Valerii Zaluzhnyi   |            | (з 2024). Посол                        |

## Консульський відділ в Лондоні
Консульський відділ Посольства України у Великій Британії здійснює консульське обслуговування юридичних осіб і громадян України в межах Англії та Уельсу.
- Адреса: Ground Floor, 78 Kensington Park Road Лондон W11 2PL

## Генеральне консульство України в Единбурзі (з 2002)
- Адреса: 8 Windsor Street Единбург EH7 5JR
- Web: http://edinburgh-ukrainianguide.blogspot.com/2007/12/8.html [Архівовано 21 грудня 2014 у Wayback Machine.]
- Генеральні консули України в Единбурзі

1. Цвєтков Олександр Глібович (2002—2006)
2. Яременко Богдан Васильович (2006—2009)
3. Вахрушев Вадим Володимирович (2009—2010), консул-керівник
4. Оснач Михайло Васильович (2010—2015)
5. Куслій Андрій Миколайович (2015-), консул-керівник[6]